# Principato di Svanezia
Il Principato di Svanezia (in georgiano: სვანეთის სამთავრო, svanetis samtavro) è stato uno dei principati nati dopo la disgregazione del Regno di Georgia nel XV secolo.
Il principato occupava la regione geografica della Svanezia ed è stato governato dalle famiglie dei Gelovani e dei Dadeshkeliani fino alla definitiva annessione all'Impero russo nel 1858.